# Eva Bayer-Fluckiger
Eva Bayer-Fluckiger (25 de junio de 1951) es una matemática suiza. Es profesora en la Escuela Politécnica Federal de Lausana. Ha trabajado en temas de topología, álgebra y teoría de números, por ejemplo, en la teoría de nudos, en retículos, en formas cuadráticas y en cohomología de Galois. Junto con Raman Parimala, ella probó la segunda conjetura de Serre con respecto a la cohomología de Galois de un grupo algebraico semisimple simplemente conectado cuando tal grupo es de tipo clásico.
Bayer-Fluckiger asistió a la Universidad de Ginebra, donde obtuvo su doctorado bajo la supervisión de Michel Kervaire en 1978. Fue investigadora visitante en el Instituto de Estudios Avanzados entre los años 1983 y 1984.
Desde 1990 es miembro del comité ejecutivo de la Sociedad Matemática Europea, y desde 2006 forma parte de la dirección editorial de su Commentarii Mathematici Helvetici.